# Vuelo 201 de Copa Airlines
El vuelo 201 de Copa Airlines fue un 737-204 Advanced que estaba en ruta desde el Aeropuerto Internacional de Tocumen, en la ciudad de Panamá al Aeropuerto Internacional Alfonso Bonilla Aragón en Cali, Colombia, en la noche del 6 de junio de 1992. El vuelo 201 se volteó y se estrelló en el Tapón del Darién minutos después de partir del aeropuerto. 
La tragedia del vuelo 201 fue el desastre más trágico en la historia de la aviación panameña y el primer y único accidente de Copa Airlines con resultados fatales desde sus 50 años de fundación. Inicialmente, el vuelo 201 parecía tener similitudes con otros incidentes relacionados con el Boeing 737 durante la década de los noventa, como el vuelo 585 de United Airlines. Una investigación posterior determinaría oficialmente que el accidente fue causado por lecturas erróneas de un instrumento defectuoso.

## Aeronave

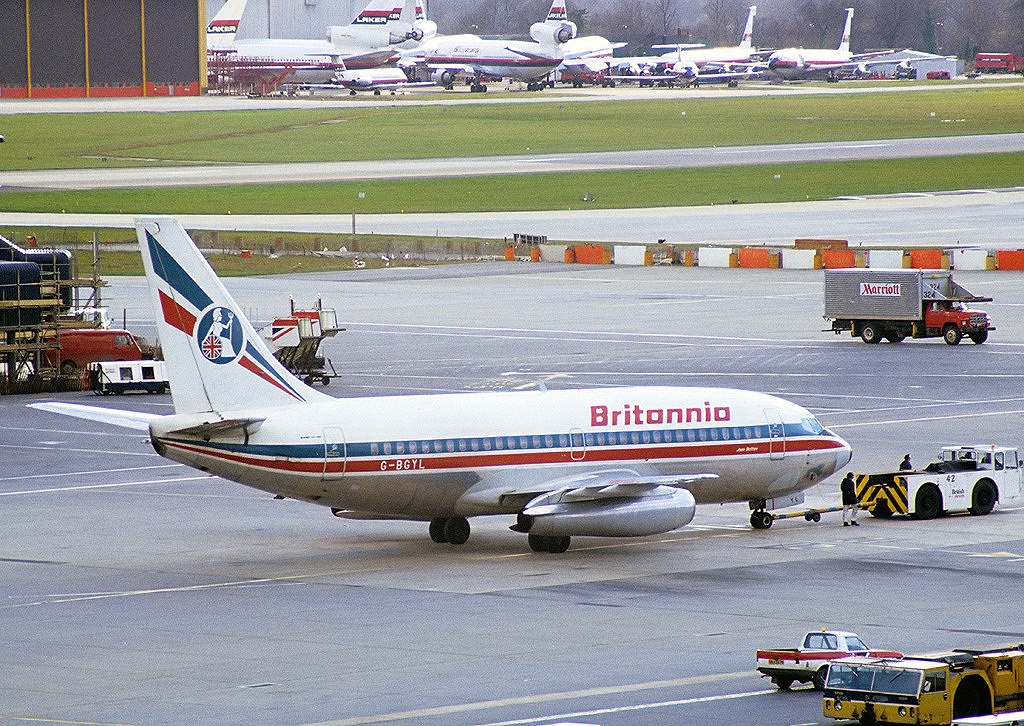
El avión involucrado en el accidente en 1982, fotografiado mientras aún estaba en servicio con Britannia Airways.

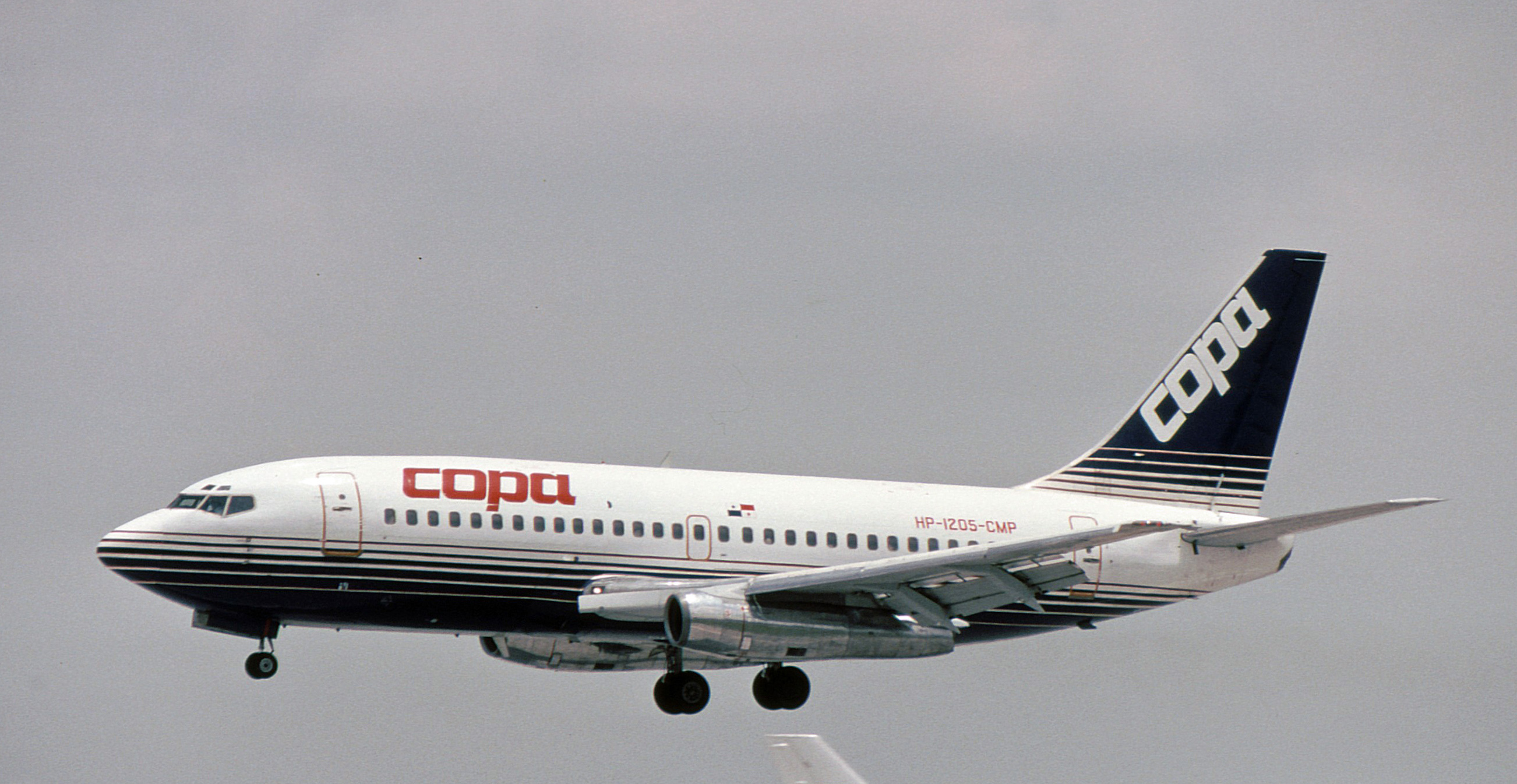
El avión involucrado en el accidente en abril de 1992, fotografiado dos meses antes del accidente, pintado con una librea híbrida con Britannia Airways.

El avión involucrado en el accidente fue un avión Boeing 737-204 Advanced de 12 años y 5 meses de edad con motores JT8D-15 de la americana fabricante de motores, Pratt & Whitney, que fue entregado por Boeing el 18 de febrero de 1980, para la empresa ya desaparecida Britannia Airways con el sobrenombre de "Jean Baton" y el número de cola G-BGYL. Se quedaron con la aeronave durante 12 años, hasta el 17 de abril de 1992, cuando fue alquilado y prestado a la compañía de bandera de Panamá, Copa Airlines, con el número de cola HP-1205-CMP y los colores tipo Billboard de Copa (1990-1999), tan sólo un mes y medio antes del accidente.

## Nacionalidades de los pasajeros
El avión transportaba 47 personas: 40 pasajeros y 7 tripulantes. Entre los fallecidos había 36 colombianos, 8 panameños, 2 estadounidenses y 1 italiano.
| Nacionalidad   | Pasajeros | Tripulación | Total |
| -------------- | --------- | ----------- | ----- |
| Colombia       | 36        | 0           | 36    |
| Panamá         | 1         | 7           | 8     |
| Estados Unidos | 2         | 0           | 2     |
| Italia         | 1         | 0           | 1     |
| Total          | 40        | 7           | 47    |

## Historia
En la noche del 6 de junio de 1992, el avión despegó del Aeropuerto Internacional de Tocumen en la ciudad de Panamá en un vuelo a Cali, Colombia con cuarenta pasajeros y siete tripulantes. Entre sus pasajeros estaban empresarios colombianos gestionando sus negocios en Panamá. Debido a las fuertes tormentas tropicales, el piloto pidió permiso al control de tráfico aéreo de Tocumen para efectuar una ruta diferente, llevando el avión sobre la provincia de Darién. Unos pocos minutos después, el piloto llamó al control de tráfico aéreo de Tocumen de nuevo, para anunciarles su intención de regresar a la ruta original.
Segundos después de hacer esa llamada y pasar las tormentas que estaban azotando en la ruta original, el vuelo 201 entró a una caída en picada incontrolable hacia el suelo, en un ángulo de 100 grados en el lado derecho hasta que llegaron a superar la velocidad de sonido y como consecuencia, el avión llegó a su límite de velocidad para mantenerse junto. Los pilotos trataron de nivelar el avión como un intento desesperado y heroico para salvar el avión y sus 40 pasajeros, pero se estrelló en una zona selvática del Tapón del Darién a la velocidad de 400 nudos (740.8 kilómetros por hora) y matando a todos los 47 ocupantes a bordo.
Dos minutos después de esta llamada, el control de tráfico aéreo de Tocumen volvió a contactar al vuelo 201, pero sin ninguna respuesta de los pilotos. Segundos después, el control de tráfico aéreo de Tocumen se enteró de que perdieron toda comunicación con el vuelo 201 y declararon una emergencia. En la mañana del día siguiente, se enviaron aviones de búsqueda a la última posición conocida del vuelo 201. Tras ocho horas, se notificó el hallazgo de la primera pieza de los restos del avión en la selva del Tapón del Darién. Debido a que el accidente había ocurrido en un área remota y de difícil acceso, el personal de rescate tardó doce horas en llegar al lugar del accidente. Al llegar al lugar de los hechos, se empezaron las investigaciones para ver que fue lo que causó la caída del avión.

## Investigación
La grabadora de voz de cabina fue recuperada y trasladada a la Ciudad de Panamá, para ser trasladada a continuación a los Estados Unidos para su análisis por la NTSB. Sin embargo, los analistas de la NTSB descubrieron que la cinta estaba rota debido a un error en el mantenimiento al avión. Los investigadores del accidente tuvieron mejor suerte con la grabadora de datos de vuelo, que mostraron al avión cayendo en barrena a una gran velocidad antes de colisionar con tierra. El fallo fue posteriormente asociado a la falla de un giroscopio, el cual se atascaba por momentos y volvía a funcionar, por lo que los giros del avión no se veían reflejados inmediatamente en los instrumentos visibles, provocando confusión en la cabina, esto les llevó a los pilotos a creer que se escoraban a la izquierda, propiciando que girasen a la derecha, produciendo la entrada en barrena, sin posibilidad de recuperación.
La investigación determinó que la tripulación, al detectar que uno de los giróscopos no funcionaba adecuadamente, accionó el interruptor para desactivarlo y alimentar los instrumentos del comandante y del copiloto por el giróscopo operativo, sin embargo por diferencias de la configuración del simulador y el avión en cuestión, inadvertidamente en vez de alimentar los dos instrumentos en base al giróscopo operativo, los alimentaron en base al giróscopo con problemas, lo que provocó que los instrumentos de comandante y copiloto entregaran información errónea.
Un equipo especial formado por personal de Copa Holdings, Boeing, Pratt & Whitney y la NTSB trabajó junto a las autoridades panameñas en la investigación, que se prolongó durante un año.

## Respuestas

### Respuesta de Copa Airlines
A raíz del desastre, Copa Airlines entregó vuelos a Ciudad de Panamá a los familiares de las víctimas; los principales miembros ejecutivos de Copa Holdings declararon una sesión de emergencia permanente en la sede principal de la aerolínea en Ciudad de Panamá.
Copa Airlines tuvo que fortalecer su programa de entrenamiento para las tripulaciones de vuelo: en particular, para los pilotos que estaban aprendiendo a volar diferentes tipos de aeronaves, y en varias habilidades como la superación de errores intermitentes del Indicador de Actitud Director (ADI) y la capacidad de mantener el control de la aeronave durante fallas de instrumentos en condiciones climáticas adversas. Copa también tuvo que reconfigurar las operaciones de su flota mediante una importante revisión.
El accidente sigue siendo el accidente aéreo más mortal en la historia de la aviación panameña y de Copa Airlines hasta 2025.

### Demandas judiciales
Como resultado del accidente, los familiares de quienes fallecieron en el choque presentaron 49 demandas por homicidio culposo contra Lucas Aerospace , uno de los proveedores de piezas del Boeing 737. El caso se resolvió extrajudicialmente por una cantidad no revelada.
En 1993, uno de los familiares de Clariza Bernal Luna, una de las pasajeras estadounidenses que viajaban en el vuelo, presentó una demanda contra Copa Airlines en un tribunal federal de Texas, alegando que la aerolínea había vendido un billete a la pasajera a través de una agencia de viajes en Houston, aunque la aerolínea no tiene un centro de operaciones en Texas. El caso fue finalmente desestimado por el tribunal el 30 de marzo de 1994.

## Filmografía
- Un año después del accidente, la historia del vuelo 201 y su investigación fue presentada en el programa de la PBS NOVA.[2]

- El accidente está recreado en el cuarto episodio de la decimocuarta temporada de Mayday: catástrofes aéreas Transmitido en National Geographic Channel. titulado "En Medio de la Tormenta" en Hispanoamérica, "Roce" en España y "Sideswiped" en la versión original.